# Victor och Josefine
Victor och Josefine (franska: Ernest et Célestine) är en fransk-belgisk tecknad familjefilm från 2012 i regi av Benjamin Renner, Stéphane Aubier och Vincent Patar. Den handlar om vänskapen mellan en björn och en föräldralös mus, och bygger på bilderboksserien Victor och Josefine av Gabrielle Vincent. Rösterna görs av Lambert Wilson och Pauline Brunner.
Filmen hade premiär i avdelningen Quinzaine des réalisateurs vid filmfestivalen i Cannes 2012. Evene kallade den "en liten juvel inom fransk animation" och menade att den kan uppskattas av både barn och vuxna. Vid Césarpriset 2013 tilldelades den priset för Bästa animerade film. Filmen gick upp på svensk bio 13 december 2013.

## Medverkande
| Roll               | Fransk röst     | Svensk röst  |
| ------------------ | --------------- | ------------ |
| Ernest Victor      | Lambert Wilson  | Adam Fietz   |
| Célestine Josefine | Pauline Brunner | Lea Stojanov |
| den grå musen      | Anne-Marie Loop |              |
| domarbjörnen       | Féodor Atkine   |              |